# Teruo Akiyama
Dans ce nom japonais, le nom de famille, Akiyama, précède le nom personnel mais cet article utilise l'ordre occidental où le prénom précède le nom..
Teruo Akiyama (秋山 輝男, Akiyama Teruo), né le 16 septembre 1891, tué au combat le 6 juillet 1943, a été un amiral de la Marine impériale japonaise pendant la Seconde Guerre mondiale. Spécialiste du torpillage, il est nommé commandant de la 3e Escadre de Destroyers, fin 1942, et prend part à la campagne des îles Salomon. Il est tué à la bataille du golfe de Kula.

## Carrière

### Avant la guerre du Pacifique
Teruo Akiyama est né dans la Préfecture de Kumamoto. Admis en 1913 à l'Académie navale impériale du Japon dans la 41e promotion, diplômé 61e sur 118 élèves, il embarque comme midship (Shōi Kōhosei) sur le croiseur cuirassé Asama et le croiseur cuirassé reclassé croiseur de bataille Kurama. Comme enseigne de vaisseau (Shōi et Chūi) de 1914 à 1920, il embarque sur le cuirassé pré-dreadnought Asahi, puis sur le cuirassé pré-dreadnought Suwo (ex-russe Pobeda) et sur le croiseur Izumo. Après avoir suivi les cours des Écoles de Canonnage et de Torpillage, il est embarqué sur le destroyer de 3e classe Yudachi, puis il suit les cours avancés de l'École de Torpillage. Comme lieutenant de vaisseau (Daii) de 1920 à 1926, il a servi comme chef du service Torpilles sur le destroyer Isokaze, puis a embarqué sur les sous -marins de type K3, SS-35 et SS-45. Après un an comme commandant de division à l'Unité de Défense de Kure, il reçoit son premier commandement en 1924, le destroyer de 3e classe Fubuki, puis il commande le destroyer de 3e classe Yugure puis le dragueur de mines W-1. Il est promu capitaine de corvette (Shōsa ) en 1926, et reçoit le commandement du destroyer de 2e classe Tachibana, et à nouveau du dragueur de mines W-1, puis des destroyers Kachiwa, Sarawabi et Hamakaze. En 1931-32; il est chef du service Torpilles à l'Unité de Défense de Kure, puis il sert à l'état-major du District naval de Kure. Promu capitaine de frégate (Chūsa) fin 1932, il est nommé commandant du destroyer Murakumo. En 1935-36, il est commandant en second de l'Unité de Défense de Kure, et en 1936-37, de la 11e unité de dragage de mines. Promu capitaine de vaisseau (Daisa) fin 1937, il commande les 30e, 4e et 34e groupes de destroyers, puis, en 1939-40, le croiseur Naka. En 1940-41, il commande la 1re unité de défense et la 1re unité de canonnières jusqu'en mars 1942.

### À la bataille du golfe de Kula

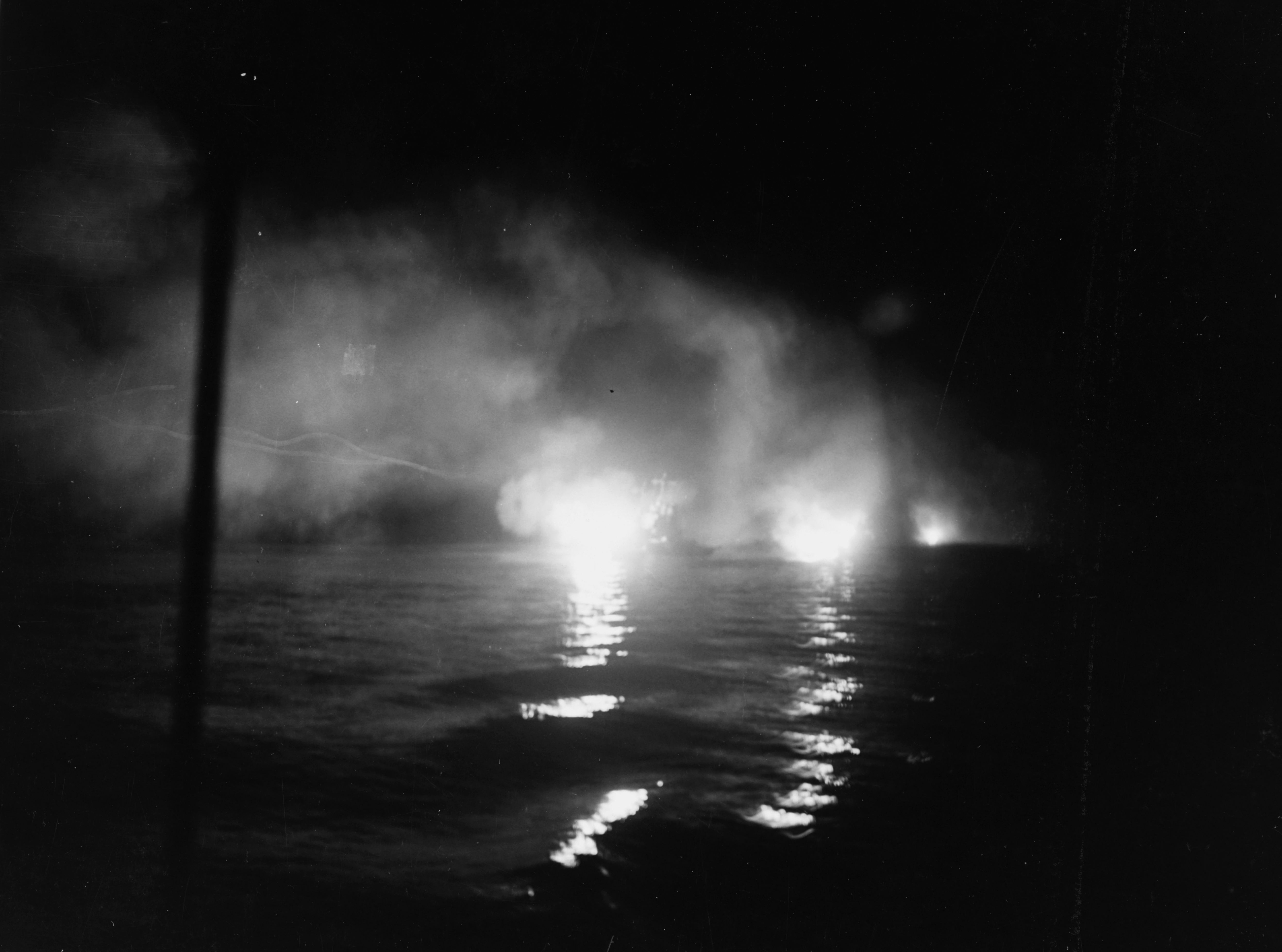
À la bataille du Golfe de Kula, les tirs de l'USS Helena ont permis aux destroyers japonais de régler le lancement des torpilles qui l'ont coulé

Le capitaine de vaisseau Akiyama commande ensuite la 21e base de sous-marins, puis sert au District naval de Kure. Il est promu contre-amiral le 1er novembre 1942 et reçoit le commandement du 2e Corps de marins de Sasebo. Il reçoit, fin mars 1943, le commandement de la 3e Escadre de Destroyers où il succède à son camarade de promotion, le contre-amiral Hashimoto. La 3e Escadre opère alors en mer des Salomon, où après avoir expulsé les Japonais de Guadalcanal, l'U.S. Navy se lance à la conquête de la Nouvelle-Géorgie. Le 25 juin, le contre-amiral Akiyama transfère sa marque du croiseur Sendai au grand destroyer Niizuki
Le haut-commandement japonais, reprenant la technique de l'“Express de Tokyo”, utilise ses flottilles de destroyers pour renforcer à la faveur de la nuit, ses troupes à terre, notamment à Vila, sur l'île de Kolombangara. Dans la nuit du 4 au 5 juin, une opération de ce type réussit, sous la conduite du Niizuki, mais le lendemain, dix destroyers japonais aux ordres du contre-amiral Akiyama, vont se heurter à trois grands croiseurs légers américains (USS Honolulu, St. Louis, Helena) et quatre destroyers, aux ordres du contre-amiral Ainsworth, à la bataille du golfe de Kula. Pris sous le feu des croiseurs, le Niizuki est coulé, et le contre-amiral Akiyama est tué. Mais les destroyers japonais vont réussir à torpiller et couler l'Helena, et à faire passer leurs renforts,.
Le contre-amiral Akiyama a été promu vice-amiral à titre posthume.